# Кюнес
43°25′57″ пн. ш. 83°15′18″ сх. д. / 43.43253° пн. ш. 83.25505° сх. д.
Кюнес (також Сіньюань, від кит. 新源县, пін. Xīnyuán Xiàn, трансліт. Künes) — один із повітів КНР у складі Ілі-Казахської автономної префектури, СУАР. Адміністративний центр — містечко Кюнес.

## Географія
Кюнес у середньому розташовується на висоті близько 950 метрів над рівнем моря у верхів'ях однойменної річки. Повіт лежить у долині між Тянь-Шанем і Боро-Хоро.

### Клімат
Повіт знаходиться у зоні, котра характеризується кліматом помірних степів. Найтепліший місяць — липень із середньою температурою 22,1 °C. Найхолодніший місяць — січень, із середньою температурою -5,8 °С.
| Клімат повіту Кюнес                                | Клімат повіту Кюнес | Клімат повіту Кюнес | Клімат повіту Кюнес | Клімат повіту Кюнес | Клімат повіту Кюнес | Клімат повіту Кюнес | Клімат повіту Кюнес | Клімат повіту Кюнес | Клімат повіту Кюнес | Клімат повіту Кюнес | Клімат повіту Кюнес | Клімат повіту Кюнес | Клімат повіту Кюнес |
| Показник                                           | Січ.                | Лют.                | Бер.                | Квіт.               | Трав.               | Черв.               | Лип.                | Серп.               | Вер.                | Жовт.               | Лист.               | Груд.               | Рік                 |
| Середній максимум, °C                              | −0,6                | 2,2                 | 10,9                | 19,9                | 24,1                | 27,3                | 29,6                | 29,4                | 25,3                | 17,8                | 8,5                 | 1,4                 | 16,3                |
| Середня температура, °C                            | −5,8                | −2,9                | 4,8                 | 12,6                | 17                  | 20,3                | 22,1                | 21,5                | 17,4                | 10,3                | 2,9                 | −3,5                | 9,7                 |
| Середній мінімум, °C                               | −9,7                | −6,8                | 0,2                 | 7                   | 11,2                | 14,5                | 15,9                | 15,1                | 11                  | 5                   | −1                  | −7,1                | 4,6                 |
| Норма опадів, мм                                   | 19.1                | 20.5                | 35.1                | 70                  | 75                  | 65.3                | 59.4                | 44.4                | 33.7                | 40.5                | 44                  | 26.8                | 533.8               |
| Вологість повітря, %                               | 67                  | 69                  | 63                  | 54                  | 54                  | 58                  | 58                  | 55                  | 52                  | 59                  | 68                  | 70                  | 61                  |
| -------------------------------------------------- | ------------------- | ------------------- | ------------------- | ------------------- | ------------------- | ------------------- | ------------------- | ------------------- | ------------------- | ------------------- | ------------------- | ------------------- | ------------------- |
| Джерело: Дані метеостанції №51436 (КНР, 1991-2020) |                     |                     |                     |                     |                     |                     |                     |                     |                     |                     |                     |                     |                     |